# Chinesisches Gelbvieh
Das Chinesische Gelbvieh bezeichnet eine Gruppe von Rinderrassen aus China.
Folgende Rassen zählen zum Chinesischen Gelbvieh:
- Südliches Gelbvieh
- Zentralebenen-Gelbvieh
- Nördliches Gelbvieh

Das Südliche Gelbvieh ist eine Zebu-Rasse und wird vor allem in China, Vietnam, Taiwan unter anderem gehalten – es besitzt den Zebu-typischen hohen Buckel. Das Nördliche Gelbvieh ist keine Zebu-Rasse, hat also keinen Buckel; das Zentralebenen-Gelbvieh ist eine Kreuzung aus beiden und hat einen kleinen Buckel.
Das Südliche Gelbvieh ist klein und zäh und ist mit einer guten Hitzetoleranz und Parasitenresistenz ausgestattet. Sie wurden vor allem als Zugtiere gezüchtet, werden aber heute auch auf Fleischproduktion selektiert. Das Philippinen-Rind stammt hiervon ab. In Vietnam wird das Südliche Gelbvieh auch für die Milchproduktion gezüchtet und zu diesem Zweck mit Roten Sindh-Rindern gekreuzt.